# Pseudoamallothrix emarginata
Pseudoamallothrix emarginata är en kräftdjursart som först beskrevs av Farran 1905.  Pseudoamallothrix emarginata ingår i släktet Pseudoamallothrix och familjen Scolecitrichidae. Inga underarter finns listade i Catalogue of Life.